# Lasionota conjunctus
Lasionota conjunctus es una especie de escarabajo del género Lasionota, familia Buprestidae. Fue descrita científicamente por Chevrolat en 1838.

## Distribución geográfica
Habita en el Neotrópico.